# Megastylus annulatus
Megastylus annulatus là một loài tò vò trong họ Ichneumonidae.